# Subnautica
Subnautica je dobrodružná hra vytvořená studiem Unknown Worlds Entertainment. Hra byla vydána v předběžném přístupu 16. prosince 2014, plná verze byla vydána 24. ledna 2018.

## Hraní
Subnautica je dobrodružná hra o přežití, odehrávající se v otevřeném světě oceánské planety. Hráč hraje z pohledu první osoby. Úkolem hráče je prozkoumat herní svět a následovat příběh hry, zatímco čelí nebezpečím ukrývajícím se pod mořskou hladinou. Ve hře je možné sbírat materiály, vytvářet vybavení a ponorky a stavět základny. Vše vytvořitelné potřebuje recepty, které hráč získává postupem ve hře či oskenováním rozbitých částí, volně se vyskytujících po světě (některé recepty má hráč již od začátku). Na úvodní obrazovce si hráč vybere mezi čtyřmi módy. V módu Přežití je třeba dodržovat pitný režim, hlídat příjem potravy, kontrolovat hladinu kyslíku a udržovat úroveň života. V módu Volná hra odpadá potřeba jídla a pití. Mód Hardcore je stejný jako mód Přežití, ovšem pokud hráč zemře, tak nemá možnost oživení, což je podobné jako ve hře Minecraft. V posledním módu Kreativní je hráč oproštěn o všechny potřeby, získává nesmrtelnost, všechny recepty má odemčené od začátku hry, přičemž jejich vytváření nestojí suroviny, a všechna plavidla jsou nezničitelná a nespotřebovávají energii.
Hra má také částečnou podporu VR brýlí.

## Příběh
Ryley Robinson havaroval na planetě 4546B v lodi nazvané Aurora. Podle PDA přežije jen několik dní. Postupně se Ryley dozvídá, že asi 10 let před ním zde ztroskotala posádka jiné lodi nazvané Degasi. Postupem času také objeví Precursorské základny. Jedna základna bude ale rozbitá – a zde se Ryley dozví, že většina planety je nakažena nemocí Kharaa (dříve carar). O kus dál pak Ryley najde největší základnu: Sea Emperorovo vězení (Sea Emperor prison). Zde najde také největší stvoření ve hře: Sea Emperora. U něj poté vylíhne vajíčka mláďat Sea Emperorů, kteří po chvíli začnou produkovat enzym 42, pomocí kterého se Ryley vyléčí a následně deaktivuje zbraň (karanténu planety 4546B). Následně bude moci opustit planetu raketou Neptune.